# Alfred Hausner
Alfred Hausner (11. ledna 1822 Brody – 16. února 1887 Brody) byl rakouský podnikatel a politik polské národnosti z Haliče, v 2. polovině 19. století poslanec Říšské rady.

## Biografie
Patřil do původem německé rodiny, která se koncem 18. století usadila v haličských Brodech a postupně splynula s polským prostředím. Byl synem Karola Hausnera, který zemřel roku 1858 (stal se obětí loupežné vraždy). Alfred pak převzal vedení velkoobchodní firmy Hausner und Violland v Brodech.
Byl i politicky aktivní. V roce 1861 byl zvolen na Haličský zemský sněm za kurii obchodních a živnostenských komor v obvodu Brody. Mandát obhájil v roce 1867. Zemský sněm ho 2. března 1867 zvolil i do Říšské rady (tehdy ještě volené nepřímo) za kurii obchodních a živnostenských komor v Haliči. Rezignaci oznámil 5. června 1868. Na Říšské radě i zemském sněmu byl členem frakce Polský klub. Ve Vídni nepatřil mezi nejaktivnější polské poslance. V létě roku 1867 byl členem finančního výboru.
Po odchodu z parlamentu se věnoval výlučně rozvoji své firmy. Zemřel v únoru 1887. Spáchal sebevraždu oběšením. Důvodem byla nevyléčitelná choroba, kterou trpěl.
Jeho bratr Otto Hausner byl rovněž politikem a poslancem Říšské rady.